# Petr Jirát
JUDr. Petr Jirát je český právník, bývalý státní zástupce středočeského krajského státního zastupitelství, který se specializuje na hospodářskou kriminalitu a korupci. Předlistopadový člen KSČ.
Podílel se na řadě významných korupčních kauz, které se týkaly např. bývalého ministra financí Iva Svobody a jeho asistentky Barbory Snopkové, bývalého poslance Romana Pekárka nebo bývalého ministra zdravotnictví a hejtmana Davida Ratha.